# Davidovica
Davidovica (en serbe cyrillique : Давидовица) est un village de Serbie situé dans la municipalité de Gornji Milanovac, district de Moravica. Au recensement de 2011, il comptait 54 habitants.
Davidovica est située entre Ljig et Majdan, non loin de la route européenne E760.

## Démographie
| 1948 | 1953 | 1961 | 1971 | 1981 | 1991 | 2002 | 2011 |
| ---- | ---- | ---- | ---- | ---- | ---- | ---- | ---- |
| 347  | 335  | 308  | 265  | 201  | 151  | 91   | 54   |

|  |